# Mellan-Ärsjön
Mellan-Ärsjön är en sjö i Varbergs kommun i Halland och ingår i Viskans huvudavrinningsområde. Sjön är 11,9 meter djup, har en yta på 0,11 kvadratkilometer och befinner sig 91,2 meter över havet.

## Delavrinningsområde
Mellan-Ärsjön ingår i det delavrinningsområde (635771-129456) som SMHI kallar för Mynnar i Viskan. Medelhöjden är 103 meter över havet och ytan är 7,8 kvadratkilometer. Det finns inga avrinningsområden uppströms utan avrinningsområdet är högsta punkten. Albäcken som avvattnar avrinningsområdet har biflödesordning 2, vilket innebär att vattnet flödar genom totalt 2 vattendrag innan det når havet efter 16 kilometer. Avrinningsområdet består mestadels av skog (89 %). Avrinningsområdet har 0,53 kvadratkilometer vattenytor vilket ger det en sjöprocent på 6,8 %.